# Day by Day (Big Bang)
Day by Day (하루하루?, Haru HaruLR) è una canzone del gruppo K-pop Big Bang, contenuta nel terzo EP Stand Up. È una delle canzoni più popolari e più vendute in Corea del Sud, e viene considerato uno dei brani K-pop più influenti. Una versione giapponese è stata inclusa nella raccolta The Best of Big Bang (2011) e nella versione giapponese di Alive (2012).

## Descrizione
La canzone è stata prodotta da Daishi Dance e scritta e composta interamente da G-Dragon. Parla di una relazione con una ragazza e delle difficoltà per mantenerla viva.

## Video musicale
Nel video musicale, G-Dragon, T.O.P e l'attrice Park Min-young interpretano tre adolescenti. La ragazza scopre di essere malata di cancro e si fa aiutare dal migliore amico di G-Dragon, T.O.P, fingendo di essere fidanzata con lui in modo che G-Dragon la odi  e non soffra dopo la sua morte.